# Uboldo
Uboldo – miejscowość i gmina we Włoszech, w regionie Lombardia, w prowincji Varese.
Według danych na rok 2004 gminę zamieszkiwały 9493 osoby, 949,3 os./km².
Urodził się tutaj znany włoski kolarz zawodowy Claudio Chiappucci.